# Джинси
Джинсите, известни и като дънки, са панталони, направени от дебела и твърда памучна материя. Първоначално предназначени за работно облекло, те добиват широка популярност сред младежите през 50-те години на 20 век поради своята практичност и удобство. С усъвършенствани и нови технологии на производство те продължават да бъдат предпочитано облекло и през 21 век. Най-често срещаните цветове в които се изработват са тъмно синьо, светло синьо и черно. Най-известната марка е Levi's.

## История
Първите джинси са създадени от Леви Щраус (Levi Strauss) през 1853 година. Материалът от който са изработени е бил предназначен за палатки. Самото име джинси обаче им е дадено едва през 30-те години на 20 век.
Платът за направата на джинси идва от италианския град Генуа, пакетите са имали щампа Genes, оттам и произнасянето джинс на американски. Когато Леви Страус свършва брезента за палатките, той закупува този материал от Ним, Франция. Това е причината понякога платът да се нарича „деним“ (de Nimes).
В началото тези панталони се носят основно от фермери и каубои. През Втората световна война стават едва ли не военна униформа. Няколко десетилетия по-късно се превръщат в любимо облекло на хипитата. През 70-те и 80-те години се появяват нови технологиии: overdye и stonewash и се появяват нови модни течения в цветовете и дори създаването на дупки. В 21 век джинсите продължават да бъдат едно от най-удобните и практични облекла. Изработват се не само панталони, но и ризи, якета, поли и чанти.
Има теория, че причината в България джинсите да са по-популярни като „Дънки“ води началото си от 80-те, когато основно като контрабанда в страната влизат джинси Levi's серия Donkey. Надписа Donkey e изписан с по-голям шрифт на етикета за сметка на марката Levi's, което е вероятната причина да бъде грешно разчетен и приет като основно наименование. И до днес термина джинси се употребява за панталони от рипсено кадифе.

## Изработка
В началото боята използвана е естествено индиго. То понякога остава следи върху бельото или боядисва други дрехи при пране. Днес индигото е заменено със синтетични оцветители, които са много по-качествени. За омекотяване на плата се използва пране в студена вода с камъни, а за избелване се ползват белина или калиев перманганат.